# آلما تپه
آلما تپه در شهرستان رزن، بخش مرکزی، دهستان رزن، روستای خیگان واقع شده و این اثر در تاریخ ۲۷ بهمن ۱۳۸۷ با شمارهٔ ثبت ۲۴۶۳۵ به‌عنوان یکی از آثار ملی ایران به ثبت رسیده است.